# Lijst van afleveringen van Craig van de Kreek
Dit is een lijst met afleveringen van de Amerikaanse televisieserie Craig van de Kreek. Een overzicht van alle afleveringen is hieronder te vinden.

## Seizoen 1
| Nr. | Titel aflevering            | Uitzenddatum NL |
| --- | --------------------------- | --------------- |
| 1   | Een Brandend Avontuur       | 15 oktober 2018 |
| 2   | Jij Bent Hem                | 15 oktober 2018 |
| 3   | Jessica gaat naar de Kreek  | 16 oktober 2018 |
| 4   | Het Laatste Boek            | 17 oktober 2018 |
| 5   | Veel Teveel Schatten        | 18 oktober 2018 |
| 6   | Wildernessa                 | 19 oktober 2018 |
| 7   | Zondagskleren               | 23 oktober 2018 |
| 8   | Familie Etentje Ontsnapping | 22 oktober 2018 |
| 9   | Monster in de Tuin'         | 25 oktober 2018 |
| 10  | De Vloek                    | 24 oktober 2018 |
| 11  | De hond beslist             | 26 oktober 2018 |
| 12  | Hier komt het Beest         | 29 oktober 2018 |
| 13  | Verdwaald in het riool      | 30 oktober 2018 |
| 14  | Een stad van karton         | 31 oktober 2018 |
| 15  | Het gebroed                 | 1 november 2018 |
| 16  | Onder het viaduct           | 7 november 2018 |
| 17  | De uitnodiging              | 2 november 2018 |
| 18  | Het Gierennest              | 8 november 2018 |
| 19  | De missie van Kelsey        | 5 november 2018 |
| 20  | JPony                       | 6 november 2018 |